# Mancomunidad Esla-Bernesga
La Mancomunidad Esla-Bernesga es una agrupación voluntaria de municipios para la gestión en común de determinados servicios de competencia municipal, creada por varios municipios en la provincia de León, de la comunidad autónoma de Castilla y León, España.

## Municipios integrados
La Mancomunidad Esla-Bernesga está formada por los siguientes municipios:
- Ardón
- Campo de Villavidel
- Corbillos de los Oteros
- Onzonilla
- Villanueva de las Manzanas
- Valdevimbre[3]
- Santas Martas[4]

## Sede
Sus órganos de gobierno y administración tendrán su sede en Palanquinos, término municipal de Villanueva de las Manzanas.

## Fines
- Gestión de residuos sólidos urbanos.
- Protección del medio ambiente urbano.
- Promoción de la cultura.
- Urbanismo.

## Estructura orgánica
El gobierno, administración y representación de la Mancomunidad corresponden a los siguientes órganos:
- Presidente.
- Asamblea de Concejales.
- Consejo Directivo.
- Vicepresidente.